# 海里耶達倫
海里耶達倫（瑞典語：Härjedalen）是位於瑞典北部，諾爾蘭的一個舊省。與達拉納、海爾辛蘭、梅代爾帕德、耶姆特蘭陸上相鄰。